# Slórfell
Slórfell är ett berg i republiken Island. Det ligger i regionen Austurland, 300 km öster om huvudstaden Reykjavík. Toppen på Slórfell är 842 meter över havet, eller 205 meter över den omgivande terrängen. Bredden vid basen är 4,6 km.
Trakten runt Slórfell är nära nog obefolkad, med mindre än två invånare per kvadratkilometer. Det finns inga samhällen i närheten. Trakten runt Slórfell är ofruktbar med lite eller ingen växtlighet.